# Diecezja Laredo
Diecezja Laredo (łac. Dioecesis Laredanus, ang. Diocese of Laredo) jest diecezją Kościoła rzymskokatolickiego w południowej części stanu Teksas. 

## Historia
Diecezja została kanonicznie erygowana 3 lipca 2000 roku przez papieża Jana Pawła II. Wyodrębniono ją z terenów diecezji diecezji Corpus Christi (hrabstwa Webb, Zapata, Jim Hogg i część La Salle) i archidiecezji San Antonio (hrabstwa Maverick, Zavala, Dimmit i część La Salle). Pierwszym i jedynym jak dotąd ordynariuszem jest bp James Tamayo (ur. 1949), który wcześniej był pomocniczym biskupem ówczesnej diecezji Galveston-Houston. Diecezja Laredo jest najkrócej istniejącą amerykańską diecezją.

## Ordynariusze
- James Tamayo (od 2000)